# 赵德諲
赵德諲（9世纪—892年），封爵淮安郡王，晚唐军阀，最初在僭称帝号的秦宗权帐下为将。秦宗权近乎失败时，赵德諲转而效忠唐朝，控制忠义镇（军部在今湖北襄阳），死后儿子赵匡凝继为忠义节度使。

## 家世和效命秦宗权
赵德諲生年不详，蔡州人氏。他在奉国军节度使秦宗权帐下为右将。当秦宗权参与唐军对农民大军黄巢作战时，赵德諲因战功被封为申州刺史。
中和四年（884年）六月，曾短暂接受秦宗权归附的黄巢败亡，这时秦宗权已经叛唐，劫掠邻镇。十一月，叛将鹿晏弘攻打山南东道，秦宗权派赵德諲和秦诰前去协助，迫使山南东道节度使刘巨容弃军部襄州，逃往成都。鹿晏弘又接管忠武军，赵德諲被秦宗权任为山南东道留后。
光启二年（886年），已称帝并定都蔡州的秦宗权派赵德諲攻荆南节度使张瑰，归州刺史郭禹率峡州刺史潘章前来为张瑰解围。三年（887年）十二月，赵德諲再攻荆南，陷之，杀张瑰，留大将王建肇守荆南军部江陵府。战后江陵府只剩下几百户人家了。文德元年（888年）四月，郭禹攻江陵，逐王建肇，接管荆南。

## 重新归唐
荆南被郭禹所夺后，五月，赵德諲认识到秦宗权累败于唐朝任命的蔡州四面行营都统宣武军节度使朱全忠，即将事败，向唐昭宗和朱全忠表示愿意降唐，并以地归附朱全忠。朱全忠提议昭宗接受赵德諲归降，任赵德諲为自己的副帅。昭宗改山南东道为忠义军，任赵德諲为节度使，充蔡州四面行营副都统。朱全忠领各藩镇军队会合赵德諲，在汝水之上讨秦宗权，逼近其城。秦宗权被部将废黜并解送给朱全忠后（最终被解送京城长安于龙纪元年（889年）二月伏诛），赵德諲被授予宰相荣衔中书令，封淮安郡王。他卒于景福元年（892年）二月，子赵匡凝继立。

## 延伸阅读
[在维基数据编辑]
 《新唐書·卷186》，出自《新唐書》